# Souto (Sabugal)
Soito ist eine Gemeinde (Freguesia) im portugiesischen Kreis Sabugal. In ihr leben 1145 Einwohner (Stand 19. April 2021).